# 圣斯德望的布道与公会的争论
《圣斯德望的布道与公会的争论》（義大利語：Predica di santo Stefano e disputa nel Sinedrio）是一幅湿壁画，位于梵蒂冈宗座宫的尼各老小堂，由真福安杰利科修士和贝诺佐·戈佐利绘制于1447-1448年，尺寸为322 x 412 厘米。这幅湿壁画位于中墙的半月楣，是《圣老楞佐的生平事迹》组画的第三和第四幅。

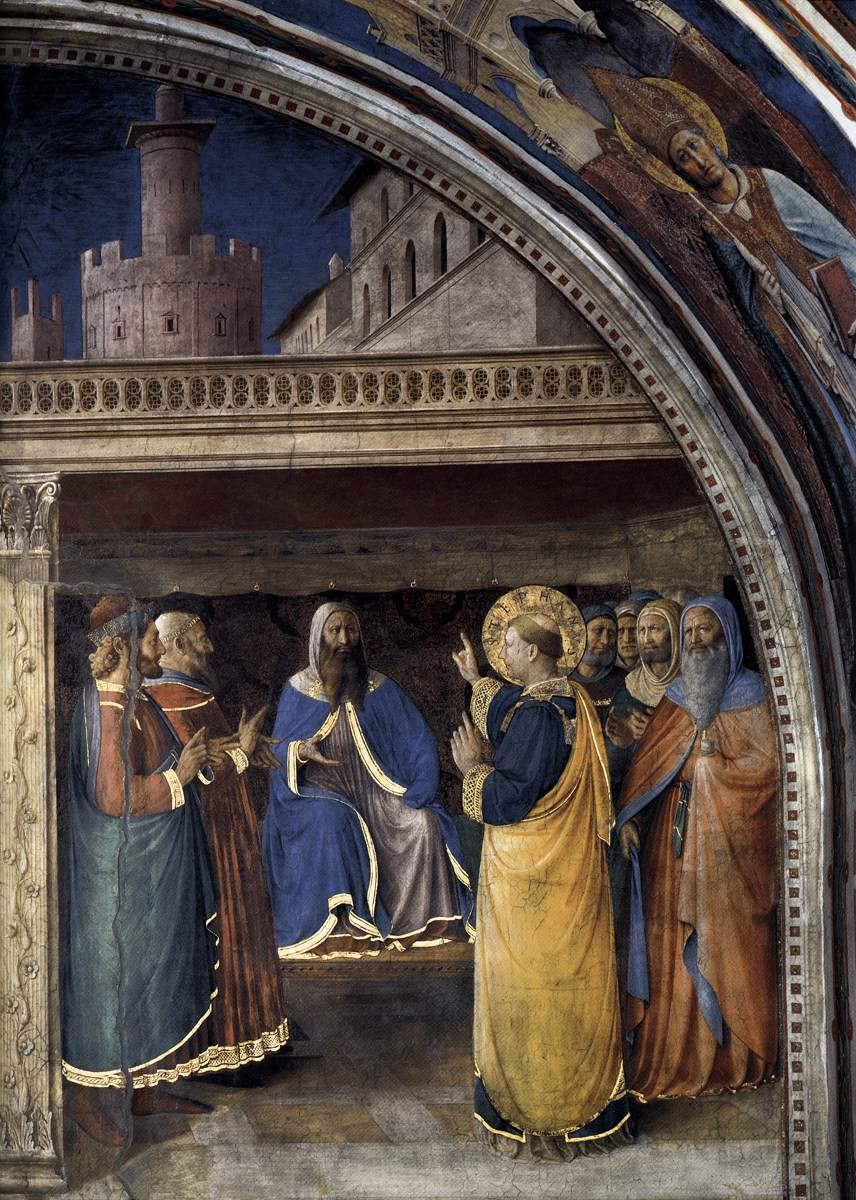
细部